# ستوريفاي
ستوريفاي هو موقع ينشئ ويحفظ قصصا أو جداول زمنية مثل الصور وأشرطة الفيديو باستخدام مواقع التواصل الاجتماعي مثل تويتر. تم إنشاء موقع ستوريفاي في عام 2010، وتم افتتاحه للعامة في ابريل/نيسان 2011.

## استخداماته
يستطيع المستخدمون البحث في شبكات اجتماعية متعددة من مكان واحد، ثم سحب العناصر الفردية في القصاصات. يمكن للمستخدمين إعادة ترتيب العناصر وأيضا إضافة نص للمساعدة في إعطاء السياق إلى القراء.
وقد استخدمت المؤسسات الإعلامية في تغطية ستوريفاي الأخبار الجارية مثل الانتخابات والاجتماعات والمناسبات. أوصت Poynter.org باستخدام ستوريفاي لتغطية الحركات الاجتماعية، الأخبار العاجلة، والنكت، وردود الفعل والمحادثات، والطقس المتطرف. استخدمت CBC موقع ستوريفاي لتغطية أعمال الشغب في لندن عام 2011.

## تاريخه
تم إنشاء الموقع في عام 2009 من قبل خافيير دمان المؤسس المشارك، في الأصل تحت عنوان Publitweet. ثم انتقل إلى سان فرانسيسكو بعد أن فشل في جمع المال في فرنسا وبلجيكا، حيث التقى بيرت هيرمان، ستوريفاي هي كلمة إنجليزية وتعني «تشكيل أو سرد القصص», عمل المؤسس المشارك بيرت هيرمان كمراسل في وكالة أسوشيتد برس حيث كانت كلمة ستوريفاي تستخدم عادة من قبل المحررين.